# Pierre Boscry
Pierre Boscry est un architecte français, né Pierre Boucry en 1700 et mort à Paris le 1er mars 1781.
Il est le fils de l'entrepreneur et maçon parisien Charles Boscry. Charles Boscry habitait rue du Colombier (rue Jacob), en 1718, rue des Saints-Pères, en 1738.

## Biographie

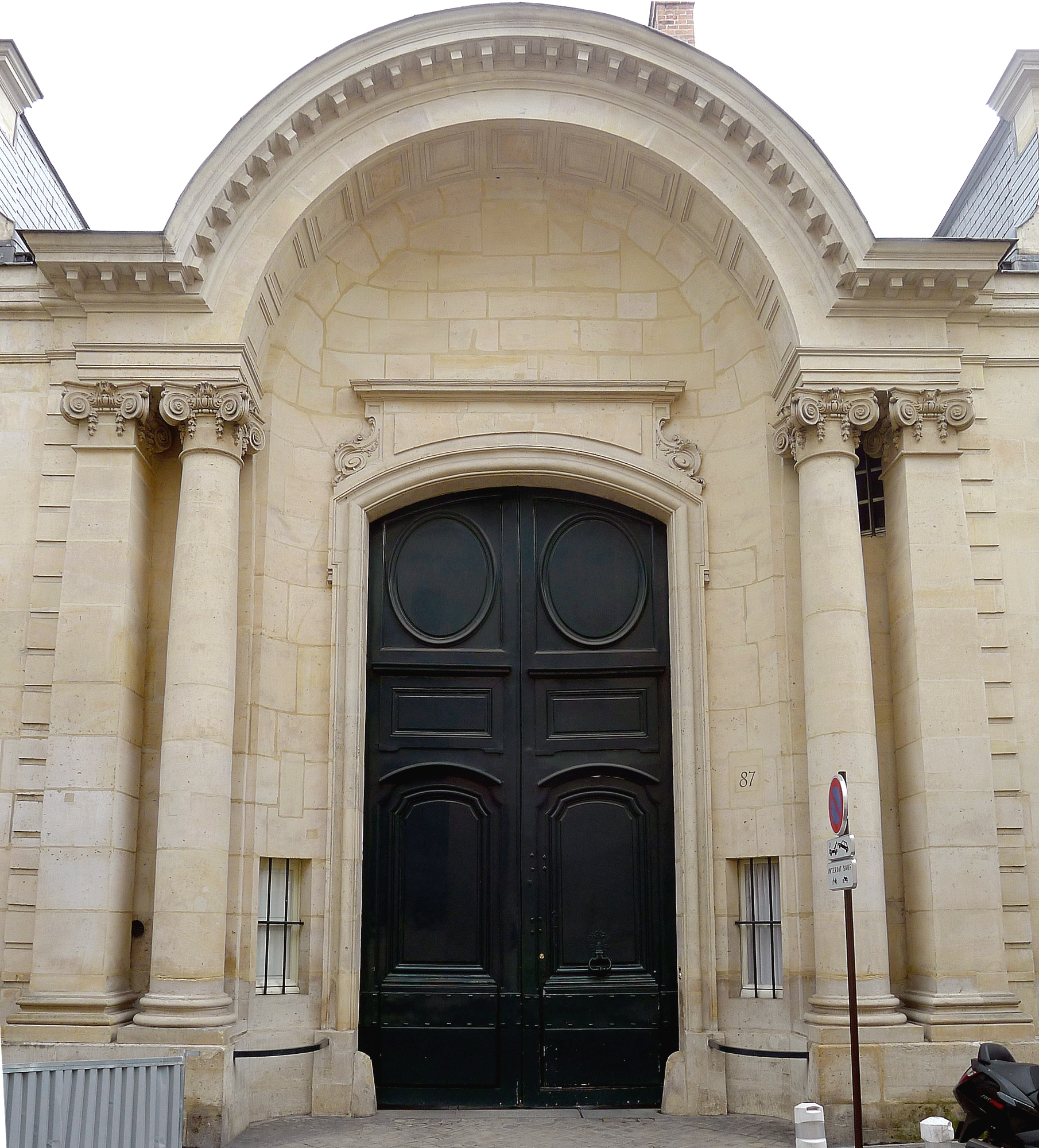
Portail de l'hôtel d'Orrouer, 87, rue de Grenelle.

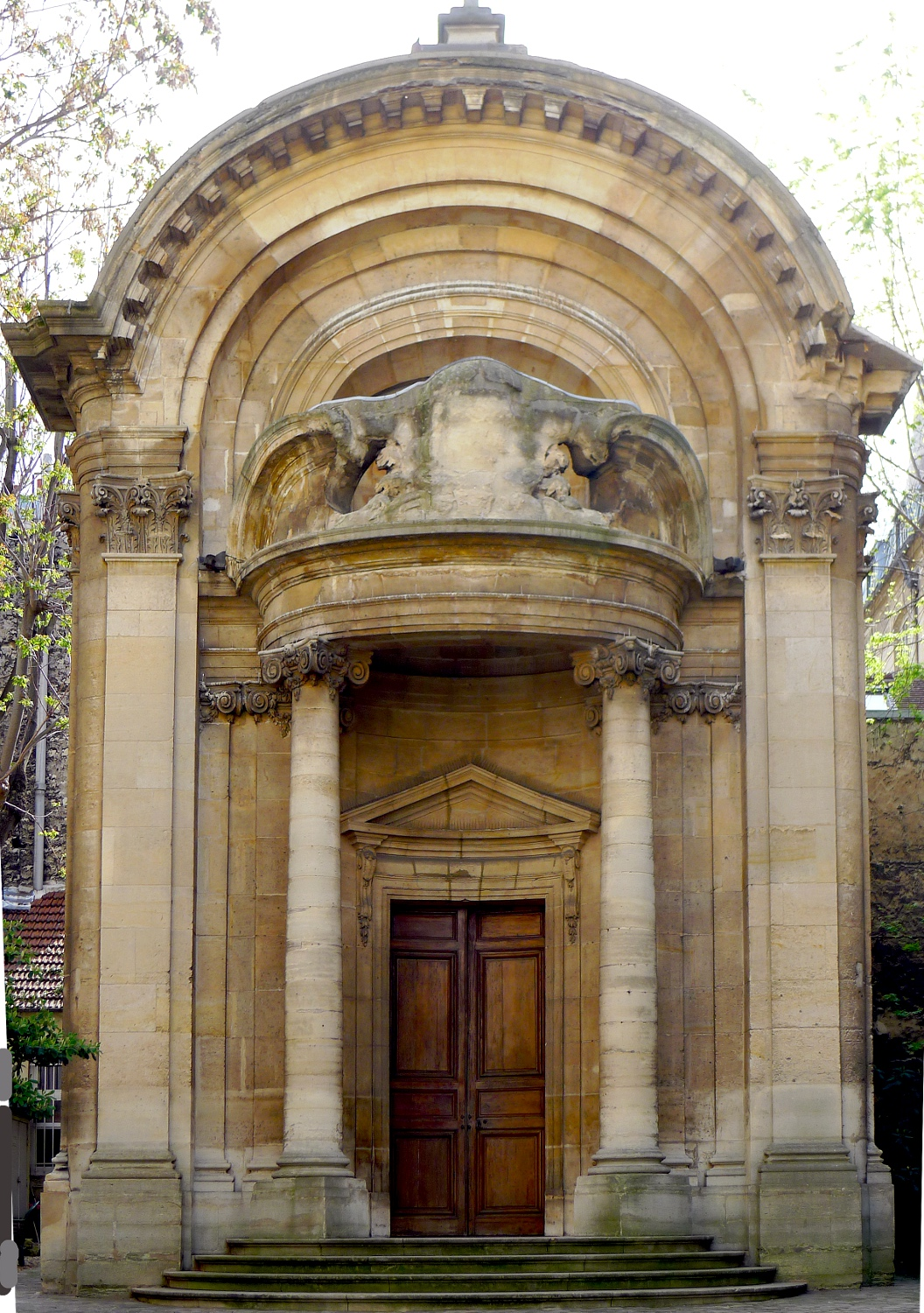
Façade de l'église Saint-Éphrem-le-Syriaque (ancienne chapelle du collège des Irlandais).

Il a souvent travaillé avec son père, Charles Boscry, dans le premier tiers du XVIIIe siècle. 
Pierre Boscry a étudié en Italie.
Charles Boscry a construit :
- la maison Bonaventure du Gard, rue de Grenelle, en 1712 ;
- en 1714 l'hôtel de Clermont (aujourd'hui hôtel de Saissac), 69, rue de Varenne sous la direction d'Jean-Baptiste Alexandre Le Blond ;
- la maison Bernard (1714), rue de la Huchette ;
- la maison de Madame de Reboul, rue des Prouvaires, en 1718 ;
- l'hôtel d'Avaray (1720–21), actuelle ambassade des Pays-Bas, 85, rue de Grenelle sous la direction de l'architecte Jean-Baptiste Leroux,
- une maison pour le comte d'Estrées, rue de la Plume, actuelle rue Pierre-Leroux, en 1726 ;
- la maison Catherinet, rue Mazarine, en 1728 ;
- la maison de Louise Coutan, rue Cardinale ;
- en 1732, un immeuble à l'angle des rues du Pot-de-Fer et du Colombier pour le séminaire Saint-Sulpice.

Charles Boscry ayant perdu son épouse en 1738, il vendit sa bibliothèque qui comprenait 232 livres reliés et 17 brochés.
Il est difficile de distinguer les deux constructeurs avant 1730. 

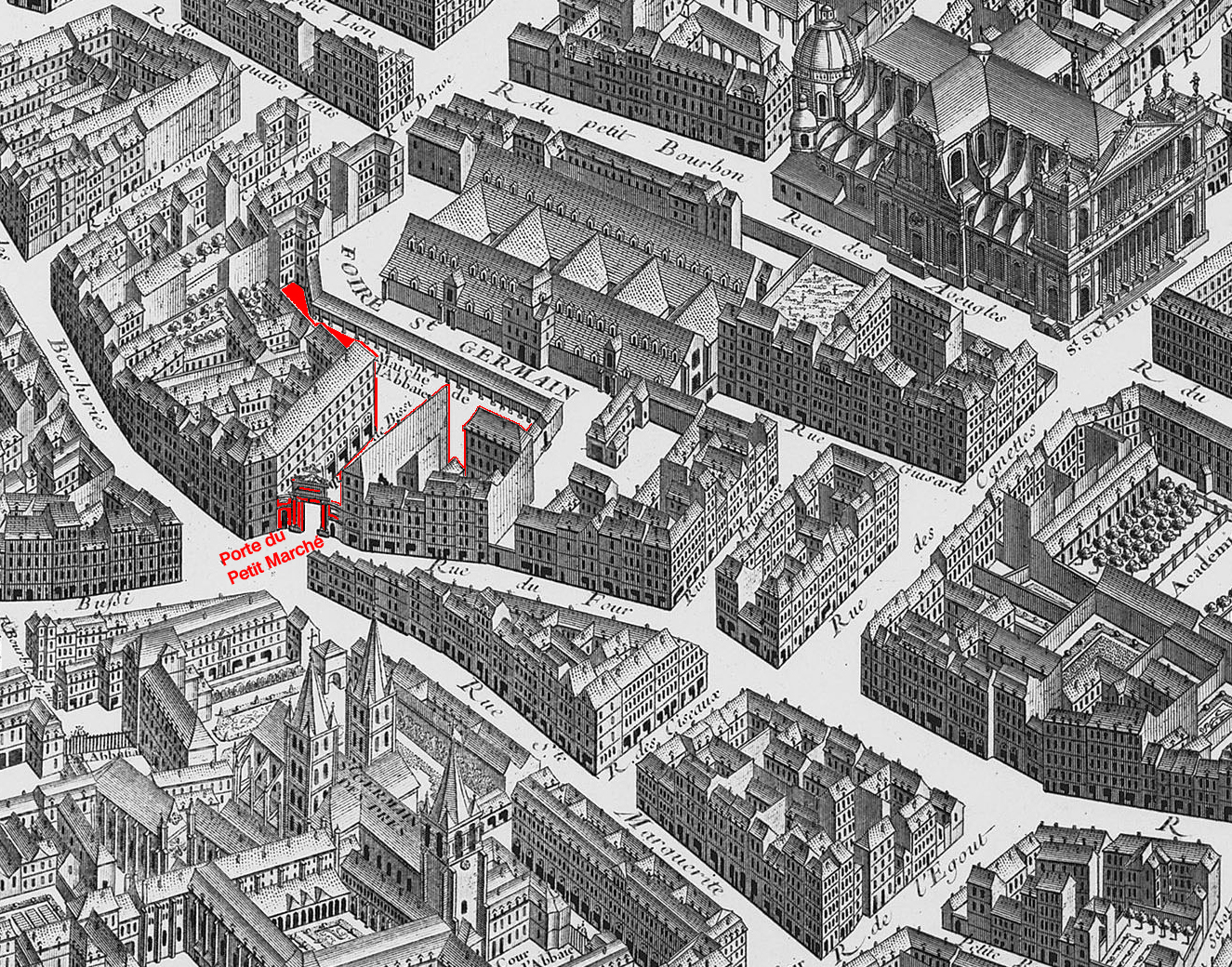
Plan de Turgot : Foire Saint-Germain et Petit Marché entre l'abbaye de Saint-Germain-des-Prés et l'église Saint-Sulpice.

En 1721, Louis XV autorise cardinal de Bissy, cardinal évêque de Meaux et abbé commendataire de Saint-Germain-des-Prés, à construire le Petit Marché. L'arrêt prévoit un mur pour séparer ce marché du marché Saint-Germain. Des portes doivent être prévus pour le fermer à clef. Le cardinal prévoit de percer une rue au nord, la rue de Bissy rue de Bissy (actuelle rue de Montfaucon), avec des maisons de part et d'autre. Le marché est confié à Charles Boscry, en 1725. Il réalise le Petit Marché et les maisons de rapport le long de la rur de Bissy. La porte d'accès au Petit Marché est construite sur les plans de Pierre Boscry dane le goût romain. Le marché de Bissy et sa porte ont été décrits et étudiés par Jean-Aimar Piganiol de La Force dans sa Description de Paris, en 1765, qui reprend les critiques contre « l'architecte Boscri, à qui on reprocha d'avoir rendu biais tous les pilastres et les corps qui en décorent les faces intérieures et extérieures ». La porte était d'ordre dorique, surmontée d'un attique et d'un couronnement portant les armes du cardinal de Bissy. Ce marché a été détruit, mais on peut le voir sur le plan de Turgot.
La Foire Saint-Germain a été détruite par un incendie dans la nuit du 16 au 17 mars 1762.
Il a édifié en 1732 l'hôtel d'Orrouer, plus tard de Beauffremont, 87 rue de Grenelle, pour Paul de Grivel, comte d'Orrouer, probablement avec son père.
Il a construit, en 1736-1737, pour Marguerite Paule de Grivel d'Orrouer, marquise de Feuquières, l'hôtel de Montalivet, no 58, rue de Varenne. La décoration de l'hôtel a été réalisée par son père, Charles Boscry, et l'ornementaliste Nicolas Pineau.
Dans la même rue de Varenne, il a travaillé sur l'agrandissement de l'hôtel du Prat élevé par Le Roux, dit aussi de Tingry, au no 60, et le no 62, pour la marquise de Feuquières.
Il a édifié les bâtiments et la chapelle du collège des Irlandais, actuelle église Saint-Éphrem-le-Syriaque, à partir de 1737, terminés en 1738,. Le portail de la chapelle a été inspiré par celui de l'église Saint-André du Quirinal, du Bernin. Le collège des Irlandais s'est installé sur les ruines de l'ancien collège des Lombards en 1677. Pendant la Révolution, la chapelle servit de prison puis de magasins pour des tonneliers et fut rendue au Collège des Irlandais en 1815. En 1872 elle fut mise à la disposition du Cercle catholique des ouvriers et depuis 1925 elle est affectée au culte catholique syrien. Jacques-François Blondel en a fait une description dans Architecture française
Il a donné des dessins à la famille Crozat pour des hôtels sur la place Vendôme.
Il a essayé à quatre reprises d'entrer à l'Académie royale d'architecture, en 1742, 1755, 1756 et 1758, sans succès.
En 1745, il habitait rue Cassette, puis rue des Saints-Pères.
On ne connaît presque rien de sa carrière après 1765. Il a été l'architecte de Joseph Pâris-Duverney au château de Plaisance (en 1735) et du frère cadet de celui-ci, Jean Pâris de Monmartel, au château de Brunoy, dans l'Essonne, aujourd'hui détruit. Dans le jardin du château de Plaisance il avait élevé un baldaquin qui a inspiré Madame de Pompadour, filleule de Pâris de Montmartel, pour son château de Bellevue.

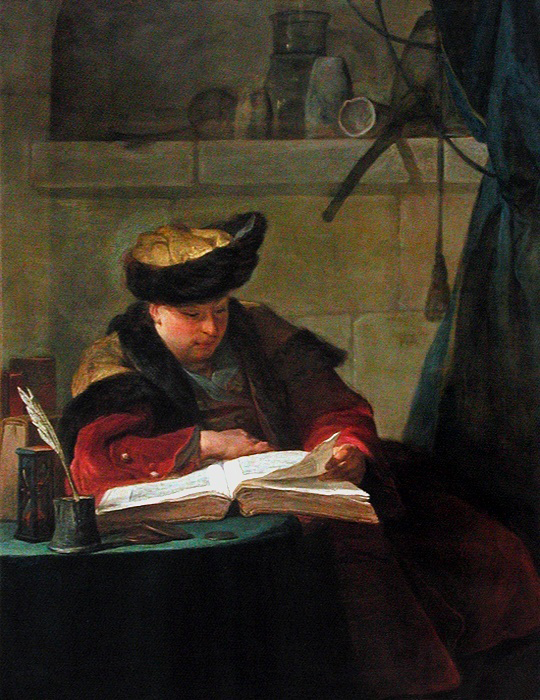
Chardin : Un chimiste dans son laboratoire dit Le Souffleur.

Après sa mort, en 1781, ses tableaux et ses livres sont vendus. On les connaît grâce au catalogue qui est dressé avant la vente le 19 mars 1781. Il possédait dix tableaux de Jean Siméon Chardin, dont Le Souffleur qui se trouve au musée du Louvre.